# وادي الحمام
وادي الحمام هو وادٍ يقع في الجليل الأسفل يصب في بحيرة طبريا. طوله حوالي 12 كم ومساحة حوض التصريف الخاص به هي 24 كم². في الماضي، كان الوادي دائم الجريان وكان يتغذى بمياه ينابيعه على مدار السنة. حاليًا، تُستخرج مياه الينابيع للاستخدام في المستوطنات المحيطة، مما أدى إلى انخفاض كمية المياه المتدفقة في مجرى الوادي.

## أصل التسمية
يُطلق عليه "وادي الحمام" ويعني "نهر الحمام"، وذلك نسبةً لطيور الحمام الصخرية التي تعيش في الجزء السفلي من الوادي. باللغة العبرية النهر يسمى "أربيل" نسبةً لجبل أربيل والمستوطنة القديمة أربيل القريبة من النهر.

## مسار التدفق
يقع منبع النهر بالقرب من خربة أم العمد في سهل البطوف. ومن هناك، يستمر التيار في اتجاه الشمال الشرقي في قناة مفتوحة وضحلة، يتكون قاع وادي الحمام من تربة الطبشور الناعم من العصر الطباشيري المتأخر، ويمر بين جبل نيمرين (جنوبًا) وجبل الحامي (شمالاً). وبعد حوالي 3 كم، بالقرب من خربة السعد، يتجه النهر إلى الجنوب الشرقي وينبع من نبع صغير - عين السعد. وبعد 1.5 كم، يجتمع نهر "أزانيت". وبعد 1.5 كيلومتر أخرى، يصب فيها وادي مزقة ووادي نيمرين بالقرب من خربة مزقة- بقايا مستوطنة من العصر الروماني البيزنطي وعين مزقة، التي نأمل من مياهها حفرة تخزين (بئر مزقة). يستخدم لري مكنة وقطع الأراضي الزراعية الصغيرة، وعلى بعد حوالي كيلومتر واحد شرق هناك، يتحول النهر بشكل حاد. عند نقطة التحول هذه، ينبع نهر عين نيتاي، في الماضي - مصدر المياه المهم للجدول. يتم التقاط مياهه عن طريق منشأة ضخ ولا يتدفق سوى القليل من الفائض إلى قناة النهر، ومن هناك، يصبح التيار ضيقًا في صخور الحجر الجيري الصلبة من الفترة الفجرية، مع منحدرات شديدة الانحدار من الحجر الجيري على كلا الجانبين: منحدرات جبل نيتاي(شمالاً). ومنحدرات جبل أربيل (جنوباً). وتنحدر مستوطنة أربيل اليهودية شمالاً نحو عين أربيل وخربة وادي الحمام وتلتقي برافد وادي صبيونة. وجنوب قرية وادي الحمام، ينبع بعد ذلك النهر من المنحدرات جنوب وادي جينوسار، وينحدر إلى بحيرة طبريا ويجري فيه بين شاطئ "مجدال" وشاطئ "ريستال".

## الحيوانات
في الماضي، كان هناك العديد من أنواع الحيوانات في نهر أربيل، كما وصف الباحث الإنجليزي هنري بيكر تريسترام زيارته إلى النهر عام 1864 في كتابه النباتات والحيوانات في أرض إسرائيل: "لم نلتقي قط بهذا العدد من الحيوانات البرية مثل في أحد هذه الأيام الثلاثة. في البداية، ظهر خنزير بري من الغابة... ثم ظهر غزال، وركض إلى أعلى الجرف، ومرَّ بالقرب منا، على الطريق المتعرج على طول حافة الهاوية. ثم نمس كبير... وبينما كنت أحاول متابعته، رأيت لدهشتي دبًا بنيًا سوريًا ينزل بكثافة... كنا نرى غزالًا يتناثر في الوادي بالأسفل... وثعلب الماء خرج من الوادي ماء.. 14 عش نسور.. جوائز.. وأنثى..».
اليوم، تقلص تنوع الحيوانات الموجودة في النهر، وانقرض بعضها منذ ذلك الحين. يوجد اليوم ثدييات مثل الثعلب وابن آوى وقطعان الأرانب الصخرية والغزلان والخنازير البرية. الطيور الجارحة مثل صقر الشاهين وحميمق طويل الساقين تعشش في المنحدرات. كما تعشش في الجدول أيضًا الأخت الجليلية، وبالطبع الحمام الصخري، تأتي الطيور المغردة إلى النهر، وهي تتمرغ وتتسلق الصخور. حتى وقت قريب، كانت النسور تعشش في المنطقة.

## الغطاء النباتي
على طول الأجزاء الرطبة من قناة النهر، تنمو النباتات المائية مثل نبتة الدفلى والعليق المقدس وصفصاف الجداول، كما تنمو على ضفافه العناب الشائع والبلوط الطبي. على سفوح وادي الحمام، يتناثر الغطاء النباتي بسبب الصخور الجيرية الأيوسية التي تبني الوادي والتربة الغنية بالطين فوقها، وينمو هناك مجتمع نباتي عربي تبرز فيه شجيرات العناب ومن بينها بئر – نمو النباتات العشبية.
في الشتاء والربيع، تزدهر في المنطقة شجرة اللوز، والصفير الشرقي، وبخور مريم، والثوم المعمر الكبير، والصقلاب المتبلور، والنرجس البري، والزعفران، وشقائق النعمان، والترمس، والتوليب وغيرها من نباتات الجوفيت.

## الصور

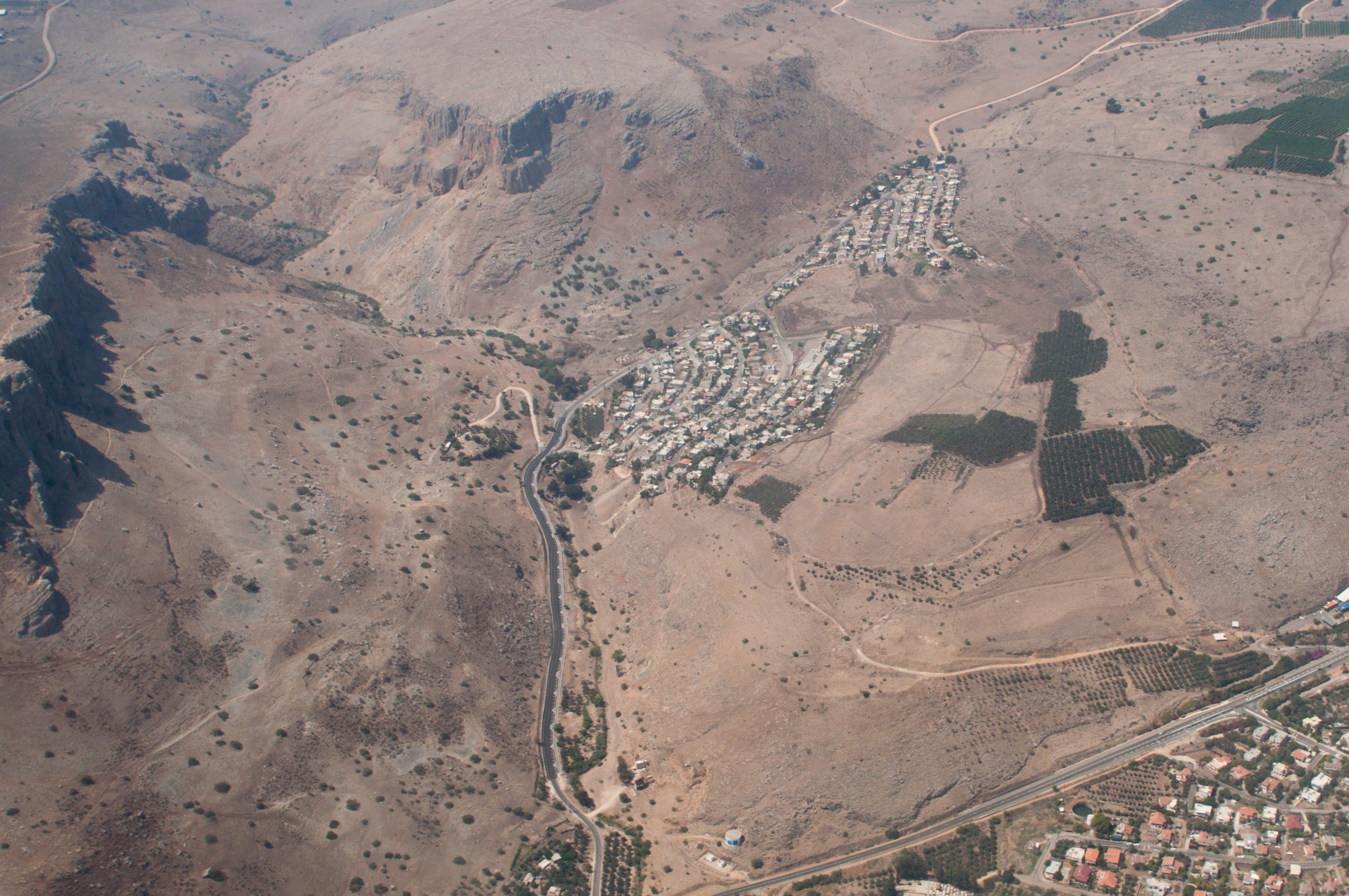
قرية وادي الحمام في مركز الصورة وفي يسارها قرية المجدل

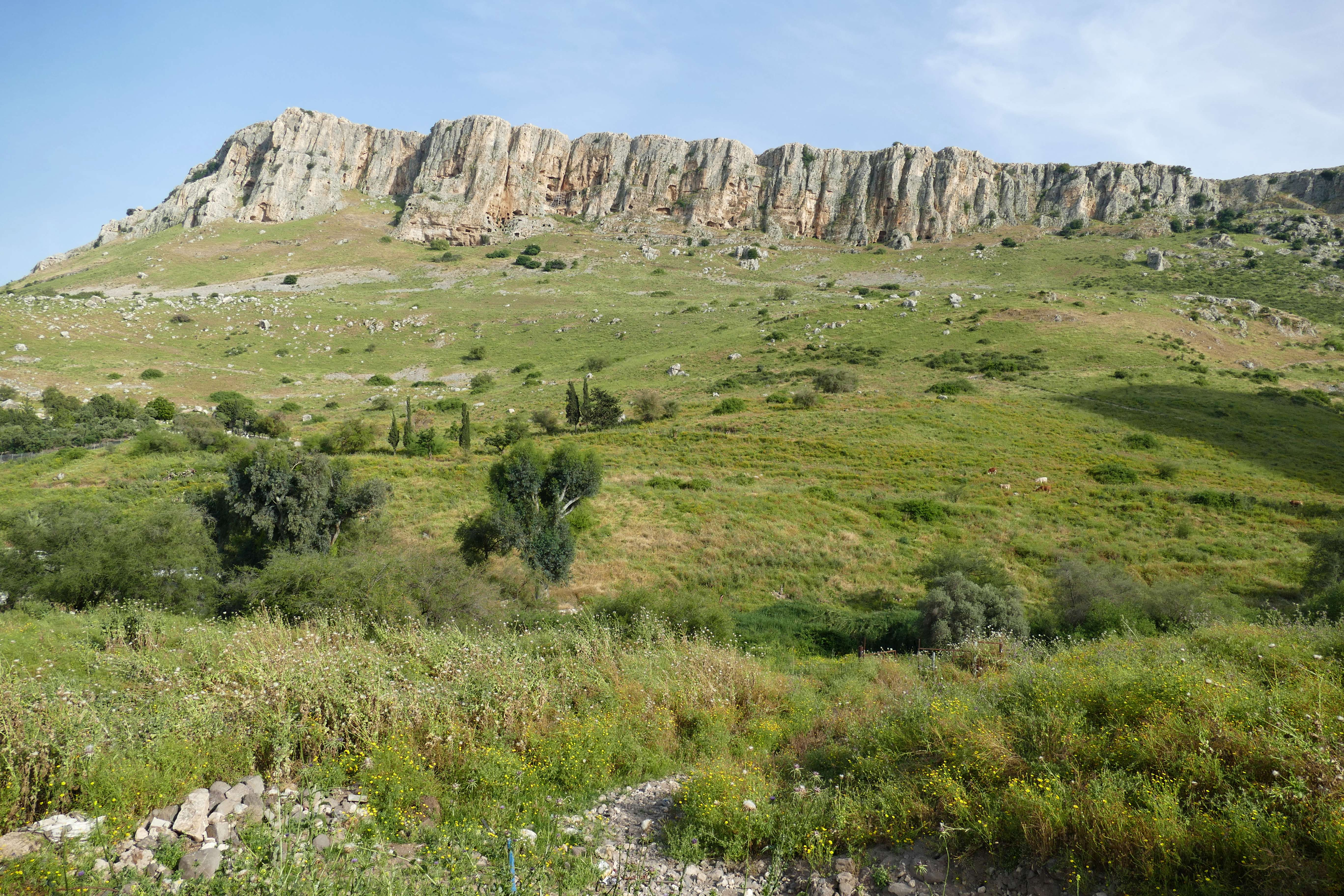
وادي الحمام تحت جبل اربيل

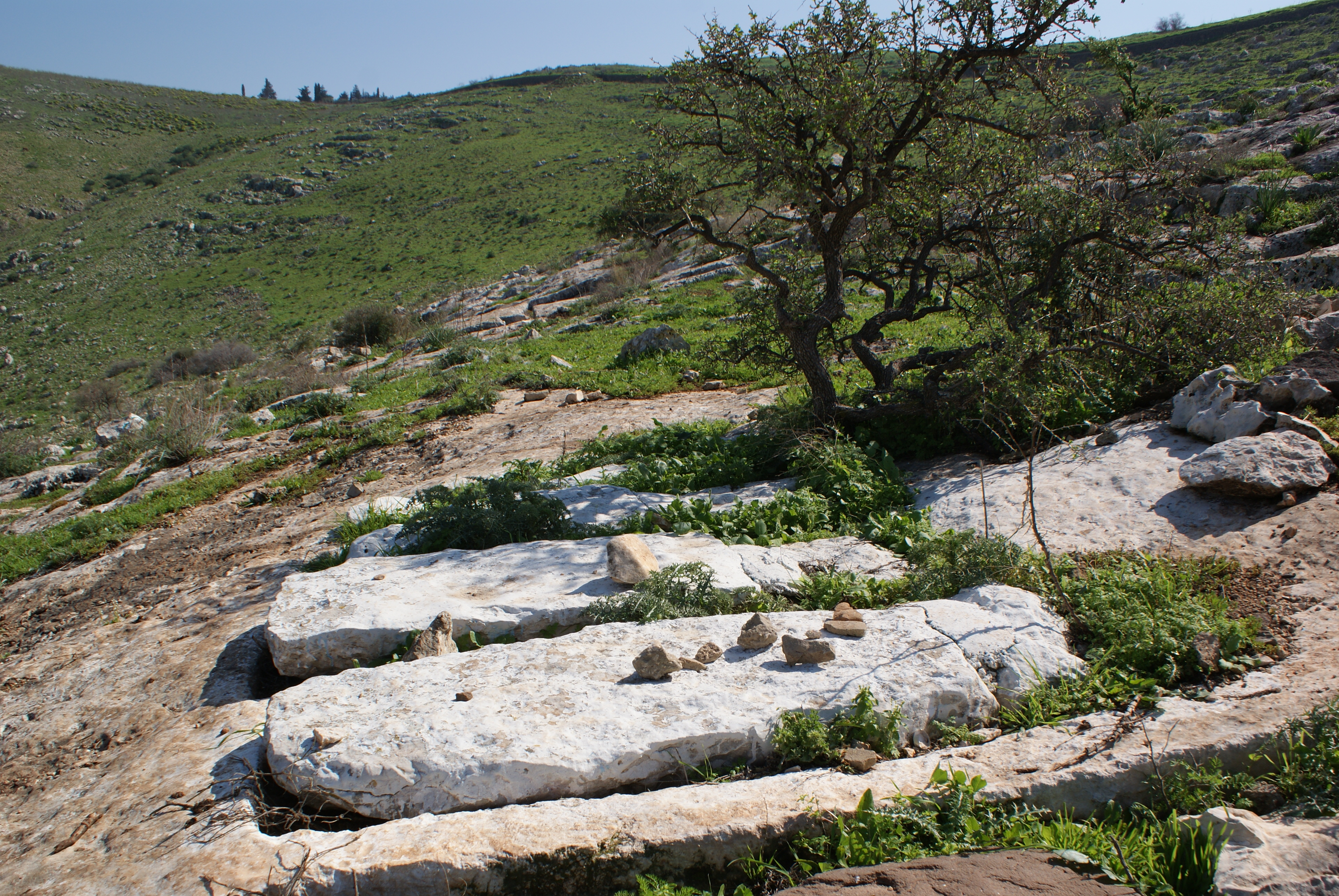
قبور بجانب الوادي

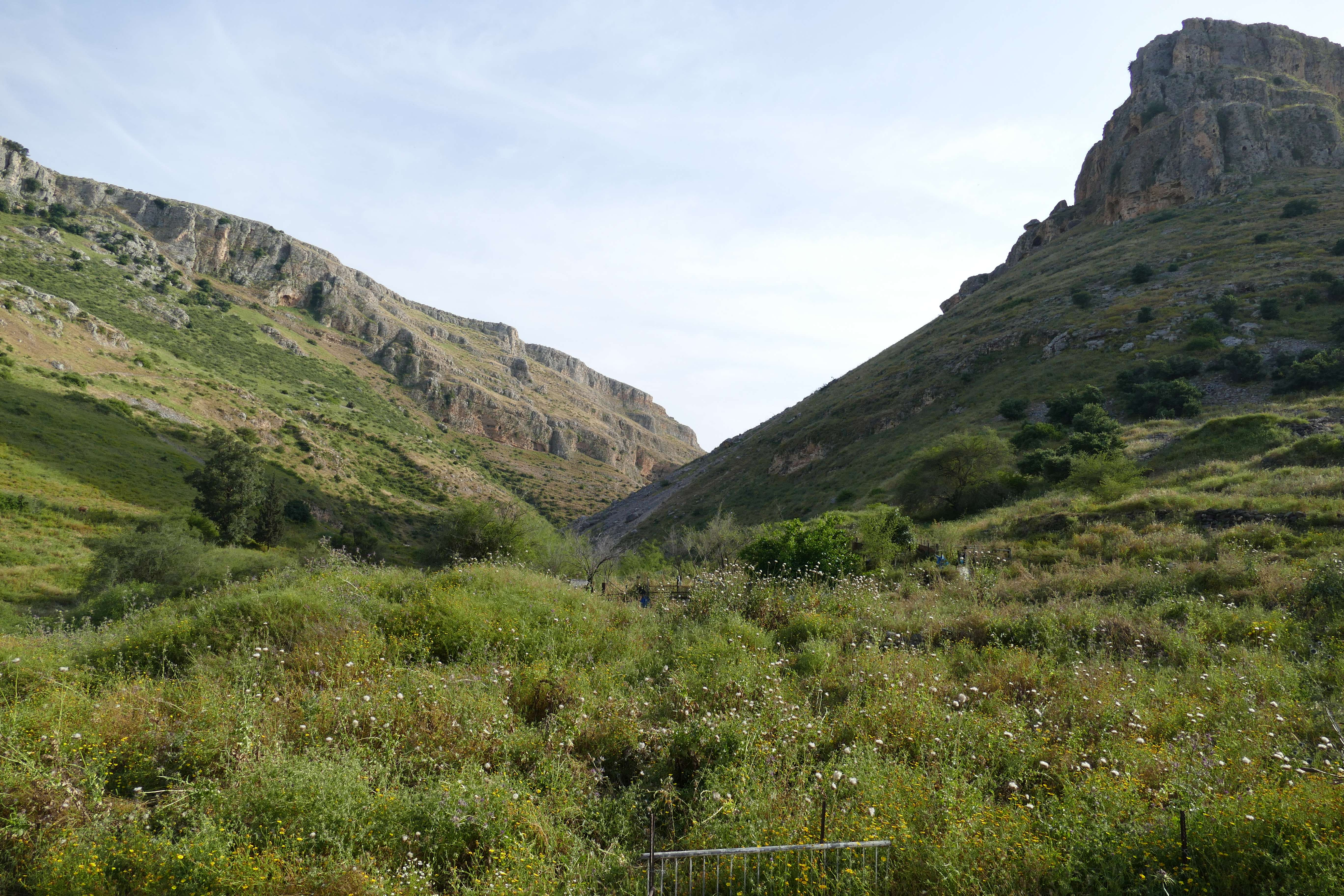
وادي الحمام بين جبل اربيل وجبل نيتاي

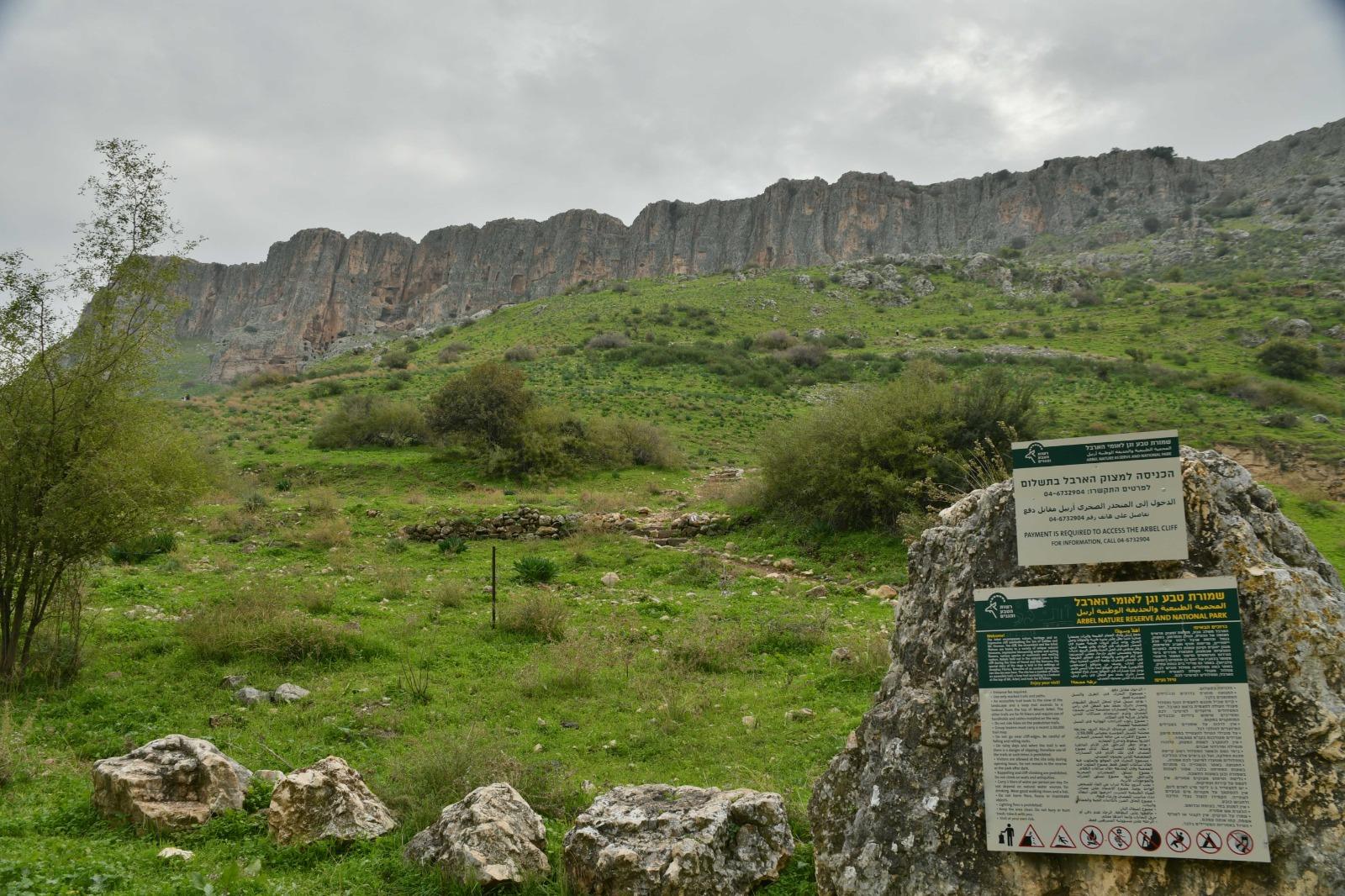
وادي الحمام تحت منحدر اربيل